# Uauá
Uauá é um município brasileiro do Estado da Bahia.

## Topônimo
O nome Uauá tem origem no tupi e significa "vagalume", "pirilampo".

## História

### Colonização e Império
Habitada originalmente por indígenas caimbés, os quais foram expulsos, escravizados, aculturados pela catequese ou assassinados durante o processo de expansão do latifúndio da Casa da Torre, da família d'Ávila, as terras que compõem hoje Uauá vieram a integrar esse latifúndio após serem colonizadas por vaqueiros vinculados a ele, nos séculos XVII e XVIII.
No século XVIII, o português Guilherme Costa deixou Jeremoabo, então um povoado, à procura de um lugar "melhor" para o seu gado pastar e, seguindo o curso do Rio Vaza-Barris, se fixou em local não muito distante das suas nascentes, onde ocupou uma  área e ali estabeleceu a Fazenda Uauá.
Em 1784, nas margens do Riacho Bendegó, em território uauaense, próximo à divisa com Monte Santo e Canudos, foi descoberto, pelo vaqueiro Joaquim da Mota Botelho, o Meteorito do Bendegó, na época o maior do mundo, com 5.350 kg. Em 1888, esse meteorito foi transferido para o Museu Nacional, no Rio de Janeiro, ali tendo pedaços retirados e transferidos para museus ao redor do mundo.
Nas primeiras décadas do século XIX, a região onde hoje está a cidade de Uauá figurava entre os bens patrimoniais da Casa da Torre, conforme inventário levantado por herdeiros de Garcia d'Ávila em 1815, como um sítio arrendado a André Gonçalves Batista, parente de Cícero Dantas Martins, o Barão de Jeremoabo, e do ex-governador baiano José Gonçalves da Silva.
Durante o século XIX, a então Fazenda Uauá passou a ser uma propriedade de Pedro Rabelo de Alcântara, que vendeu-a para Francisco Ribeiro, o qual, junto com sua esposa, fundou a povoação de Uauá (hoje a cidade de mesmo nome), ponto de parada para tropeiros e boiadeiros que transitavam entre Monte Santo e Curaçá.

### República: Uauá na Guerra de Canudos e emancipação política
Em novembro de 1896, o florescente povoado de Uauá foi utilizado como base de acampamento para uma companhia do 9° Batalhão de Infantaria do Exército Brasileiro, comandado pelo tenente Manoel Pires Ferreira, que rumava para lutar contra Canudos. No entanto, fiéis de Antônio Conselheiro, fundador de Canudos, atacaram as tropas do Exército e mataram quase todas elas. Como resultado desses conflitos bélicos, Uauá foi palco de muita violência praticada pelo Exército contra a população local.
A Lei Estadual n° 590, de 8 de julho de 1905, elevou o povoado de Uauá à categoria de distrito, subordinado ao município de Monte Santo.
A partir da década de 1910, o mandonismo local (coronelismo) no distrito de Uauá passou a ser representado pela liderança de um conjunto de famílias de grandes proprietários rurais ao longo do século XX: os Borges, os Sá, os Cordeiro de Matos, os Damasceno, os Rodrigues e os Ribeiro, descendentes diretos do fundador do povoado que deu origem à futura sede municipal e que teria em Jerônimo Rodrigues Ribeiro, político que exerceu vários mandatos durante o século XX e que foi um dos representantes dessa oligarquia local.
As décadas de 1920 e 1930 foram caracterizadas em Uauá por mudanças institucionais que afetaram a dinâmica do distrito com município com avanços e retrocessos em termos sociais e políticos e que repercutam a instabilidade política do período em que houve a transição da República Velha para a Era Vargas. Em 24 de maio de 1924, foi criada a paróquia de Uauá, tendo como primeiro vigário o padre Arlindo Rocha, uma modificação institucional com reflexos sociais relevantes, considerando a forte presença do catolicismo na sociedade da época. Nessa mesma época, a Coluna Prestes passou pela região, sofrendo grandes perdas, por causa de doenças, fome e sede.
A Lei Estadual n° 1.866, de 9 de julho de 1926, elevou Uauá à condição de vila, desmembrando-se de Monte Santo, ocorrendo a sua instalação em 28 de setembro do mesmo ano. O primeiro prefeito foi o "coronel" João Borges de Sá, eleito como candidato único da Concentração Republicana da Bahia, em razão do declínio do poder do PRD, dominado pelo grupo associado ao ex-governador J.J. Seabra.
Na década de 1930, Lampião e seu bando passaram pelo município de Uauá e suas investidas ali causaram mortes.
Inicialmente, a autonomia municipal de Uauá durou menos de uma década, já que os decretos estaduais n° 7.455 de 23 de junho de 1931 e nº 7.479, de 8 de julho de 1931, extinguiram Uauá e anexaram-na novamente a Monte Santo como um simples distrito e subprefeitura. Uauá seria novamente elevada à categoria de município por meio do Decreto estadual nº 8641, de 19 de setembro de 1933, sendo reinstalada em 10 de outubro do mesmo ano.
Em 19 de setembro de 1933, o Decreto Estadual nº 8.641, editado pelo interventor estadual Juracy Magalhães, elevou Uauá novamente à categoria de município, desmembrando-a definitivamente de Monte Santo. O município restaurado foi reinstalado em 10 de outubro do mesmo ano, com a nomeação de João Borges de Sá como prefeito, o qual passou a exercer um segundo mandato por dois meses, até a eleição de Belarmino José Rodrigues. Este concorreu como candidato único e se tornou prefeito de Uauá até 10 de outubro de 1936, quando se licenciou do cargo, permitindo que o mesmo fosse ocupado interinamente por um ano (1936-1937) pelo então presidente da Câmara Municipal, Salomão Dias Ribeiro.
Em 1947, ocorreu a primeira disputa eleitoral multipartidária local no município, que resultou na eleição de Jerônimo Rodrigues Ribeiro (PSD), descendente do fundador Francisco Ribeiro, filho do ex-prefeito Salomão Dias Ribeiro e irmão da ex-prefeita Dair Rodrigues, mantendo-se a hegemonia das famílias oligárquicas na política uauaense.
A Lei estadual nº 628, de 30 de dezembro de 1953, elevou os povoados uauaenses de Caldeirão e Serra da Canabrava à categoria de distrito.
Em outubro de 2000, Ítala Maria da Silva Lôbo Ribeiro (PMDB) foi a primeira prefeita eleita da história do município.
Em 2004, fruto de mobilizações comunitárias realizadas pela Igreja Católica durante a década de 1980, foi fundada a Cooperativa  Agropecuária Familiar de Canudos, Uauá e Curaçá (COOPERCUC) por 44 agricultores familiares situados na zona rural dos três municípios. Eles decidem por estabelecer a sede da sociedade cooperativa em Uauá e passaram a iniciar os arranjos produtivos locais que resultariam na década seguinte em 18 minifábricas voltadas para a produção de mercadorias da indústria de alimentos.

## Geografia
O município de Uauá está localizado no nordeste do estado da Bahia, a uma distância de 416 km de sua capital, Salvador.
Uauá está inserida no Polígono das Secas, com um clima do tipo semiárido, com temperatura média anual de 25,3°C e uma precipitação média ao longo do ano de 377 mm.
O relevo uauaense, esculpido em rochas metassedimentares do Grupo Vaza-Barris e por terrenos ígneo-metamórficos do embasamento cristalino, é composto por tabuleiros, encostas, vales, superfícies pediplanizadas, serras e morros isolados, todos cortados por um sistema de drenagem que integra a bacia hidrográfica do rio Vaza-Barris, cujas nascentes estão no município. Os solos do território municipal, dos tipos luvissolo, planossolo solódico, neossolo eutrófico e latossolo vermelho-amarelo álico, sustentam a vegetação local, de Caatinga.

### Limites
| Noroeste: Curaçá                  | Norte: Curaçá e Chorrochó | Nordeste: Chorrochó            |
| Oeste: Andorinha e Jaguarari      |                           | Leste: Canudos                 |
| Sudoeste: Andorinha e Monte Santo | Sul: Monte Santo          | Sudeste: Monte Santo e Canudos |

### Demografia
No censo 2022, foi aferida uma população de 24 665 habitantes.

## Organização politico-administrativa
O município de Uauá possui uma estrutura politico-administrativa composta pelo Poder Executivo, chefiado por um prefeito eleito por sufrágio universal, auxiliado diretamente por secretários municipais nomeados por ele, e pelo Poder Legislativo, institucionalizado pela Câmara Municipal de Uauá, órgão colegiado de representação dos munícipes que é composto por onze vereadores também eleitos por sufrágio universal.

### Atuais autoridades municipais de Uauá
- Prefeito: Marcos Henrique Lobo Rosa - Avante (2025/-)[17]
- Vice-prefeito: Moisés Ribeiro de Almeida - Agir (2025/-)[17]

## Economia
Por ser um município historicamente associado à agropecuária, seria conhecida como a "Capital do Bode".

### Indústria de bebidas
Em meados de 2023, Uauá ganhou projeção nacional na área de inovação tecnológica na indústria de bebidas com a produção de cerveja artesanal utilizando frutas do semi-árido nordestino, com destaque para o umbu e o maracujá, por meio da Cooperativa  Agropecuária Familiar de Canudos, Uauá e Curaçá (COOPERCUC), sociedade cooperativa de agricultura familiar sediada no município. A produção vem utilizando padrões de sustentabilidade, evitando o uso de agrotóxicos e o desmatamento, usando a água de modo racional por meio da irrigação por gotejamento e, também, baseando-se no uso de energia solar.
No final de 2023, a COOPERCUC celebrou parceria com uma multinacional do ramo de bebidas para que no começo de 2024 um de seus produtos, a cerveja Graveteiro produzida a partir do umbu, seja comercializada em todo o Brasil, atividade com alto impacto na economia do município.

## Cidades-irmãs
Uauá possui as seguintes cidades-irmãs:
- Canudos, Brasil[23]
- Monte Santo, Brasil[23]